# Зашижемское сельское поселение (Марий Эл)
Зашижемское сельское поселение — муниципальное образование (сельское поселение) в составе Сернурского района Марий Эл Российской Федерации.
Административный центр поселения — село Зашижемье.

## История
Статус и границы сельского поселения установлены Законом Республики Марий Эл от 18 июня 2004 года № 15-З «О статусе, границах и составе муниципальных районов, городских округов в Республике Марий Эл».

## Население
| 2002  | 2010  | 2011  | 2012  | 2013  | 2014  | 2015  |
| ----- | ----- | ----- | ----- | ----- | ----- | ----- |
| 567   | ↗1505 | ↘1502 | ↘1453 | ↘1408 | ↘1366 | ↘1337 |
| 2016  | 2017  | 2018  | 2019  | 2020  | 2021  | 2023  |
| ↘1326 | ↗1335 | ↘1291 | ↘1279 | ↘1257 | ↘1134 | ↘1071 |

## Состав поселения
В состав сельского поселения входят 9 деревень и 2 села:
| №  | Населённый пункт | Тип населённого пункта       | Население |
| -- | ---------------- | ---------------------------- | --------- |
| 1  | Большое Онучино  | деревня                      | ↘83       |
| 2  | Зашижемье        | село, административный центр | ↗467      |
| 3  | Калеево          | деревня                      | ↘588      |
| 4  | Козлоял          | деревня                      | ↘1        |
| 5  | Кугушень         | село                         | ↗186      |
| 6  | Малое Онучино    | деревня                      | ↘11       |
| 7  | Моркинер         | деревня                      | ↘28       |
| 8  | Ошеть            | деревня                      | ↗8        |
| 9  | Соловьево        | деревня                      | ↘12       |
| 10 | Тараканово       | деревня                      | ↗107      |
| 11 | Часовня          | деревня                      | ↘14       |